# Янаул (Новоянзигитовский сельсовет)
Янаул (баш. МФА: Яңауыло файле) — деревня в Краснокамском районе Республики Башкортостан Российской Федерации. Входит в состав Новоянзигитовского сельсовета. 

## География

### Географическое положение
Расстояние до:
- районного центра (Николо-Берёзовка): 46 км,
- центра сельсовета (Новый Янзигит): 3 км,
- ближайшей ж/д станции (Нефтекамск): 39 км.

## Население
| 2002 | 2009 | 2010 |
| ---- | ---- | ---- |
| 79   | ↘72  | ↘51  |